# Albumy numer jeden w roku 2016 (Korea Południowa)
Circle Album Chart – południowokoreańska lista przebojów, na której znajdują się najlepiej sprzedające się albumy Korei Południowej. Jest częścią Circle Chart, który został uruchomiony w lutym 2010 roku jako Gaon Chart. Dane są zestawiane przez Ministerstwo Kultury, Sportu i Turystyki oraz Korea Music Content Industry Association na podstawie tygodniowych/miesięcznych fizycznych sprzedaży albumów przez sześć głównych południowokoreańskich dystrybutorów.

## Wykresy tygodniowe
| Data publikacji | Album                                            | Wykonawca      | Źródło |
| --------------- | ------------------------------------------------ | -------------- | ------ |
| 2 stycznia      | Sing for You (korean ver)                        | EXO            | [ 3 ]  |
| 9 stycznia      | The Most Beautiful Moment in Life, Pt. 2         | BTS            | [ 4 ]  |
| 16 stycznia     | Dream                                            | Suzy, Baekhyun | [ 5 ]  |
| 23 stycznia     | Red Point                                        | Teen Top       | [ 6 ]  |
| 30 stycznia     | The Little Prince                                | Kim Ryeowook   | [ 7 ]  |
| 6 lutego        | Exit : E                                         | WINNER         | [ 8 ]  |
| 13 lutego       | No.X                                             | Jaejoong       | [ 9 ]  |
| 20 lutego       | No.X                                             | Jaejoong       | [ 10 ] |
| 27 lutego       | Press It                                         | Taemin         | [ 11 ] |
| 5 marca         | Press It                                         | Taemin         | [ 12 ] |
| 12 marca        | The Most Beautiful Moment In Life, Part 1        | BTS            | [ 13 ] |
| 19 marca        | The Velvet                                       | Red Velvet     | [ 14 ] |
| 26 marca        | Flight Log: Departure                            | Got7           | [ 15 ] |
| 2 kwietnia      | Remember That                                    | BtoB           | [ 16 ] |
| 9 kwietnia      | Blueming                                         | CNBLUE         | [ 17 ] |
| 16 kwietnia     | Blooming Period                                  | Block B        | [ 18 ] |
| 23 kwietnia     | Zelos                                            | VIXX           | [ 19 ] |
| 30 kwietnia     | Love&Letter                                      | Seventeen      | [ 20 ] |
| 7 maja          | The Most Beautiful Moment In Life: Young Forever | BTS            | [ 21 ] |
| 14 maja         | The Most Beautiful Moment In Life: Young Forever | BTS            | [ 22 ] |
| 21 maja         | With Love, J                                     | Jessica        | [ 23 ] |
| 28 maja         | She Is                                           | Jonghyun       | [ 24 ] |
| 4 czerwca       | Xignature                                        | Xia            | [ 25 ] |
| 11 czerwca      | Ex’Act (korean ver)                              | EXO            | [ 26 ] |
| 18 czerwca      | Ex’Act (korean ver)                              | EXO            | [ 27 ] |
| 25 czerwca      | Ex’Act (korean ver)                              | EXO            | [ 28 ] |
| 2 lipca         | Why                                              | Taeyeon        | [ 29 ] |
| 9 lipca         | Highlight                                        | Beast          | [ 30 ] |
| 16 lipca        | Love & Letter Repackage                          | Seventeen      | [ 31 ] |
| 23 lipca        | Where's the Truth?                               | F.T. Island    | [ 32 ] |
| 30 lipca        | NCT #127                                         | NCT 127        | [ 33 ] |
| 6 sierpnia      | Listen to My Word                                | Oh My Girl     | [ 34 ] |
| 13 sierpnia     | Hades                                            | VIXX           | [ 35 ] |
| 20 sierpnia     | Lotto (korean ver)                               | EXO            | [ 36 ] |
| 27 sierpnia     | Hades                                            | VIXX           | [ 37 ] |
| 3 września      | Summer go!                                       | UP10TION       | [ 38 ] |
| 10 września     | Russian Roulette                                 | Red Velvet     | [ 39 ] |
| 17 września     | Gentlemen’s Game                                 | 2PM            | [ 40 ] |
| 24 września     | Infinite Only                                    | Infinite       | [ 41 ] |
| 1 października  | Flight Log: Turbulence                           | Got7           | [ 42 ] |
| 8 października  | 1 of 1                                           | SHINee         | [ 43 ] |
| 15 października | Wings                                            | BTS            | [ 44 ] |
| 22 października | Wings                                            | BTS            | [ 45 ] |
| 29 października | Twicecoaster: Lane 1                             | Twice          | [ 46 ] |
| 5 listopada     | Hey Mama!                                        | EXO-CBX        | [ 47 ] |
| 12 listopada    | Lose Control                                     | Lay            | [ 48 ] |
| 19 listopada    | 1 and 1                                          | SHINee         | [ 49 ] |
| 26 listopada    | Burst                                            | UP10TION       | [ 50 ] |
| 3 grudnia       | Good Timing                                      | B1A4           | [ 51 ] |
| 10 grudnia      | Going Seventeen                                  | Seventeen      | [ 52 ] |
| 17 grudnia      | Wonderland                                       | Jessica        | [ 53 ] |
| 24 grudnia      | For Life                                         | EXO            | [ 54 ] |
| 31 grudnia      | Twicecoaster: Lane 1                             | Twice          | [ 55 ] |

## Wykresy miesięczne
| Miesiąc     | Album                                            | Wykonawca | Sprzedaż | Źródło |
| ----------- | ------------------------------------------------ | --------- | -------- | ------ |
| Styczeń     | Red Point                                        | Teen Top  | 78 098   | [ 56 ] |
| Luty        | No.X                                             | Jaejoong  | 84 868   | [ 57 ] |
| Marzec      | Flight Log: Departure                            | Got7      | 99 977   | [ 58 ] |
| Kwiecień    | Love&Letter                                      | Seventeen | 132 402  | [ 59 ] |
| Maj         | The Most Beautiful Moment In Life: Young Forever | BTS       | 310 243  | [ 60 ] |
| Czerwiec    | Ex’Act (korean ver)                              | EXO       | 524 823  | [ 61 ] |
| Lipiec      | Love & Letter Repackage                          | Seventeen | 89 311   | [ 62 ] |
| Sierpień    | Lotto (korean ver)                               | EXO       | 223 953  | [ 63 ] |
| Wrzesień    | Infinite Only                                    | Infinite  | 109 751  | [ 64 ] |
| Październik | Wings                                            | BTS       | 681 924  | [ 65 ] |
| Listopad    | Lose Control                                     | Lay       | 129 140  | [ 66 ] |
| Grudzień    | For Life                                         | EXO       | 438 481  | [ 67 ] |